# Prichsenstadt
Prichsenstadt là một đô thị thuộc huyện Kitzingen, Lower Franconia, Bavaria, Đức.